# Flash Gordon (film 1980)
Flash Gordon è un film del 1980, diretto da Mike Hodges, ispirato all'omonimo personaggio dei fumetti fantascientifici ideato nel 1934 da Alex Raymond e già protagonista di tre serial cinematografici tra il 1936 e il 1940.
Il film ha vinto un Marshall Trophy al Napierville Cinema Festival nel 1980 per il "miglior attore" (Max von Sydow).

## Trama
L'infido imperatore galattico Ming il Terribile localizza il pianeta Terra e decide di annientarlo per combattere la noia. Usando la sua tecnologia aliena, Ming scatena svariati disastri naturali e assedia la superficie del pianeta tempestandola di meteoriti. Una di queste meteore fa precipitare un aereo privato sul quale viaggiano "Flash" Gordon, giocatore dei New York Jets, e la giornalista Dale Arden.
Flash e Dale sopravvivono miracolosamente allo schianto e si ritrovano alla residenza del dottor Hans Zarkov, un ex-consulente della NASA, che sostiene che i disastri sono causati da una forza sconosciuta che sta spingendo la Luna verso la Terra. Per scoprire la causa di questo fenomeno e possibilmente trovare una soluzione, Zarkov ha costruito un razzo per viaggiare nello spazio. Siccome il suo assistente Munson è scappato all'ultimo momento dopo aver rifiutato di seguirlo, Zarkov riesce con l'inganno a farsi accompagnare da Flash e Dale nel suo viaggio cosmico.
Il veicolo spaziale conduce i tre nel sistema Mongo, dove vengono catturati dai soldati di Ming e condotti alla sua roccaforte. L'imperatore rimane attratto da Dale e ordina di giustiziare Flash in una camera a gas dopo che questo abbia tentato di impedirgli di prendere forzatamente Dale. Tuttavia, la figlia di Ming, la Principessa Aura, riesce a convincere un chirurgo imperiale a rianimare Flash, poiché si è innamorata di lui. Mentre Flash e Aura fuggono da Mongo, il dottor Zarkov viene sottoposto ad un lavaggio del cervello dalla scienziata Kala e dal Generale Klytus, lo sgherro mascherato di Ming. Flash usa l'amplificatore del pensiero della navicella di Aura per contattare Dale e comunicarle di essere vivo. Incoraggiata da Flash, Dale riesce a fuggire da Mongo City con Zarkov, il quale ha resistito al lavaggio del cervello, ma i due vengono presto catturati dagli uomini falco, che li conducono alla città volante, il regno di Vultano.
Intanto Flash e Aura raggiungono il mondo forestale di Arborea, dove regna il Principe Barin, amante di Aura. La Principessa riparte per tornare a Mongo City e chiede a Barin di tenere Flash al sicuro. Ingelosito di Flash, Barin lo costringe a compiere il pericoloso rituale di iniziazione del suo popolo, che consiste nell'infilare la mano in un tronco cavo dove si rischia di essere punti da una sacra creatura velenosa. Quando viene costretto a riprovare, Flash finge di essere punto come diversivo per scappare. Barin lo insegue, ma entrambi vengono in seguito catturati dagli uomini falco. Nel frattempo Aura viene crudelmente castigata da Ming, che riesce a farle confessare dove si trovi Flash e invia Klytus per trovarlo. Intanto alla reggia di Vultano, Flash riesce brevemente a ricongiungersi con Dale prima che egli sia forzato a combattere fino alla morte contro Barin. Quando Flash ha la meglio, però, decide di risparmiare la vita a Barin e i due uniscono le forze per uccidere Klytus.
Conscio del fatto che la morte di Klytus infurierà Ming, Vultano e gli uomini falco abbandonano la città volante lasciandosi dietro Flash, Barin, Dale e Zarkov. Ming raggiunge la città e, impressionato dalle imprese di Flash, gli offre la possibilità di diventare il padrone della Terra se decide di sottomettersi. Flash rifiuta e quindi Ming lo abbandona portandosi via Dale, Zarkov e Barin e fa esplodere la città. Flash riesce a salvarsi volando su un "motociclo-razzo" e raggiunge Vultano e il suo popolo su Arborea. Gli uomini falco accettano di allearsi con Flash per combattere Ming.
Flash si fa inseguire dall'esercito di Ming sull'aereogibile Aiace mentre Ming si prepara per sposarsi con Dale. Flash conduce gli inseguitori in una trappola degli uomini falco. Al ternine di uno scontro, Vultano e Flash riescono a sconfiggere la pattuglia imperiale e a prendere possesso di Aiace. Flash scopre che ormai mancano tre minuti prima che la Luna si schianti contro la Terra. Intanto Zarkov e Barin riescono a liberarsi e uccidono Kala per fermare il processo di distruzione manomettendo i reattori, mentre Flash decide di lanciarsi con l'aereogibile contro il campo di fulmini che protegge la reggia di Ming per frantumarlo e aprire un varco per l'esercito di Vultano.
Quando Flash fa schiantare l'aereogibile contro il palazzo, riesce anche a interrompere il matrimonio tra Dale e Ming e a infilzare quest'ultimo con lo sperone dell'astronave. L'imperatore cerca di affrontare Flash usando il suo anello, ma per via della ferita mortale subita, perde il controllo e finisce per distruggersi da solo. Con la morte di Ming, i popoli di Mongo sono finalmente liberi dalla tirannia e Flash, Dale, Zarkov, Barin e Vultano vengono festeggiati come eroi. Barin diventa il nuovo imperatore e Vultano viene nominato comandante delle forze armate imperiali; a Flash e Dale viene offerto di restare su Mongo anziché tornare sulla Terra, ma quest'ultima afferma di preferire New York.
Nel finale, viene mostrata una mano guantata che raccoglie l'anello di Ming e nell'aria riecheggia la risata malvagia dell'imperatore. Ciò insinua il dubbio che egli sia ancora vivo.

## Produzione
Il film è stato un colossal con un costo stimato di produzione di 35 milioni di dollari.
Come accade in una produzione di Dino De Laurentiis, il film ha una forte impronta italiana, insistendo sull'accuratezza dei costumi e della scenografia a scapito degli effetti speciali comunque ingegnosi, come un sistema di specchi per moltiplicare l'immagine degli Uomini Falco di Vultano.
Il finale aperto sembra dare adito ad un seguito, che in realtà non fu mai realizzato.

## Colonna sonora
Il film si avvale di un accompagnamento musicale internazionalmente stimato dei Queen, autori dell'omonimo album discografico.
Flash Gordon fu uno dei primi film ad alto budget ad avvalersi di musiche principalmente composte da una rock band. Per il film fu inoltre composta della musica per orchestra da Howard Blake, distribuita su CD audio.

## Accoglienza

### Pubblico
Il film ebbe un successo mediocre negli Stati Uniti, dove ricavò 27 milioni di dollari sui 35 milioni dei costi di produzione. Nel Regno Unito invece riscosse un buon successo, ricavando £13.864.652 al botteghino.
Alla sua uscita il film fu apprezzato solo da pochi critici. Nella parte del cattivo Ming, Max von Sydow ricevette apprezzamenti, mentre non fu apprezzato il protagonista Sam Jones, che ottenne anche una poco lusinghiera candidatura ai Razzie Awards come peggior attore protagonista e non ebbe in seguito parti altrettanto importanti.
Col passare degli anni, il film è stato rivalutato venendo ricordato come cult del cinema di fantascienza.

### Critica
(Fantafilm)

## Distribuzione
La versione Blu-ray è uscita il 15 giugno 2010.

## Riconoscimenti
- 1980 - Napierville Cinema Festival
  - Marshall Trophy al miglior attore (Max von Sydow)